# Bracon basinigratus
Bracon basinigratus är en stekelart som beskrevs av Granger 1949. Bracon basinigratus ingår i släktet Bracon och familjen bracksteklar. Utöver nominatformen finns också underarten B. b. ivondroensis.